# Adolphe Teikeu
Adolphe Teikeu Kamgang (Bandjoun, 23 de junho de 1990) é um futebolista Camaronês que atua como zagueiro. Atualmente, joga pelo Sochaux.

## Carreira
Adolphe Teikeu representou o elenco da Seleção Camaronesa de Futebol no Campeonato Africano das Nações de 2017.

## Títulos
Camarões
- Campeonato Africano das Nações: 2017